# Grant-Valkaria
Grant-Valkaria est une ville américaine située dans le comté de Brevard en Floride.
La création de la municipalité (en 2006) résulte de la fusion des bourgs de Grant et Valkaria, deux ports de pêche fondés en 1886.

## Démographie
| 2010  | - | - | - | - | - |
| ----- | - | - | - | - | - |
| 3 850 | - | - | - | - | - |

Selon le recensement de 2010, Grant-Valkaria compte 3 850 habitants. La municipalité s'étend sur 30,20 milles carrés (78,22 km2), dont 27,17 milles carrés (70,37 km2) de terres.